# Uniontown (Kentucky)
Uniontown es una ciudad ubicada en el condado de Union en el estado estadounidense de Kentucky. En el Censo de 2010 tenía una población de 15.007 habitantes y una densidad poblacional de 409,82 personas por km².

## Geografía
Uniontown se encuentra ubicada en las coordenadas 37°46′24″N 87°55′56″O / 37.77333, -87.93222. Según la Oficina del Censo de los Estados Unidos, Uniontown tiene una superficie total de 2.44 km², de la cual 2.2 km² corresponden a tierra firme y (9.85%) 0.24 km² es agua.

## Demografía
Según el censo de 2010, había 1002 personas residiendo en Uniontown. La densidad de población era de 409,82 hab./km². De los 1002 habitantes, Uniontown estaba compuesto por el 91.22% blancos, el 5.49% eran afroamericanos, el 0.5% eran amerindios, el 0.1% eran asiáticos, el 0% eran isleños del Pacífico, el 0.6% eran de otras razas y el 2.1% pertenecían a dos o más razas. Del total de la población el 1.3% eran hispanos o latinos de cualquier raza.